# Ciril III de Constantinoble
Ciril III (en grec Κύριλλος Γ') va ser patriarca de Constantinoble dues vegades, la primera l'any 1652 i la segona el 1654. Provenia de Xanthi i va ser metropolità de Corint, de Filipòpolis i de Tarnovo, encara que no es va cuidar d'aquestes seus del bisbat. Tenia un caràcter violent i s'enfrontava sovint amb altres metropolitans i amb el patriarca de Constantinoble. Va arribar a la seu patriarcal dues vegades, les dues de forma maliciosa, però va ser deposat, i la segona vegada exiliat a Xipre.